# Austromenopon decorosum
Austromenopon decorosum är en insektsart som beskrevs av Zlotorzycka 1968. Austromenopon decorosum ingår i släktet Austromenopon, och familjen spolätare. Arten är reproducerande i Sverige.